# 李承福 (政治家)
李 承福（イ・スンボク、朝鮮語: 이승복/李承福、1923年9月24日 - 2017年5月12日）は、大韓民国のジャーナリスト、女性政治家。第9代韓国国会議員。
本貫は牙山李氏。キリスト教徒。

## 経歴
日本統治時代の平安北道ウィチョン出身。梨花女子大学校法政大学法律学科卒。月刊新人雑誌者編集部記者、培花女子中・高等学校講師、民主共和党中央党常任委員・運営委員・中央党婦女分科委員長・中央委員会副議長、維新政友会政策研究室次長、青蘭奨学会会長、主婦クラブ全国連合会顧問を務めた。
2017年5月12日に死去。享年95。